# Schruns
Schruns (in alemanno Schruu) è un comune austriaco di 3 706 abitanti nel distretto di Bludenz, nel Vorarlberg; ha lo status di comune mercato (Marktgemeinde). Stazione sciistica, ha ospitato tra l'altro numerose gare della Coppa del Mondo e della Coppa Europa di sci alpino e le prove di snowboard del XII Festival olimpico invernale della gioventù europea.
La cittadina fu, negli anni venti, meta invernale prediletta dallo scrittore statunitense Ernest Hemingway, che qui redasse la prima stesura del romanzo Fiesta (Il sole sorgerà ancora), tra il 1925 e il 1926. La località e l'area circostante vennero inoltre dettagliatamente descritte in Festa mobile, autobiografia degli anni parigini dell'autore americano.